# Gerhard Spring
Gerhard Spring (* 1962 in Scheibbs) ist ein österreichischer Künstler und Autor.

## Leben
Spring hatte schon mit 11 Jahren begonnen, Musik zu studieren und sah sich seitdem als Künstler. Er, der sich sein künstlerisches Rüstzeug zuerst am Mozarteum, später an der Wiener Angewandten in der Medienkunstklasse bei Peter Weibel erworben hat, ist vor allem in den Gebieten Filmschnitt, Katalogproduktion und Typografie tätig. Von 2000 bis 2007 war er vor allem mit Julius Deutschbauer im Duo "Deutschbauer/Spring" zu sehen.
Ebenso ist Spring als Autor tätig. Sein durchgängiges Interesse gilt dabei den Figuren, den Sprachbildern und Bildsprachen. Neben der Musik wäre das, so Spring, die Hauptader für sein Interesse an der Kunst. Zu seinen Veröffentlichungen zählen unter anderem Zwialoge, Figur ohne Grund und Rhetorik der Muster (beides im Passagen-Verlag Wien; Zwialoge ist im Czerninverlag erschienen). Er lebt und arbeitet in Wien.